# مؤسسه مالی توسعه

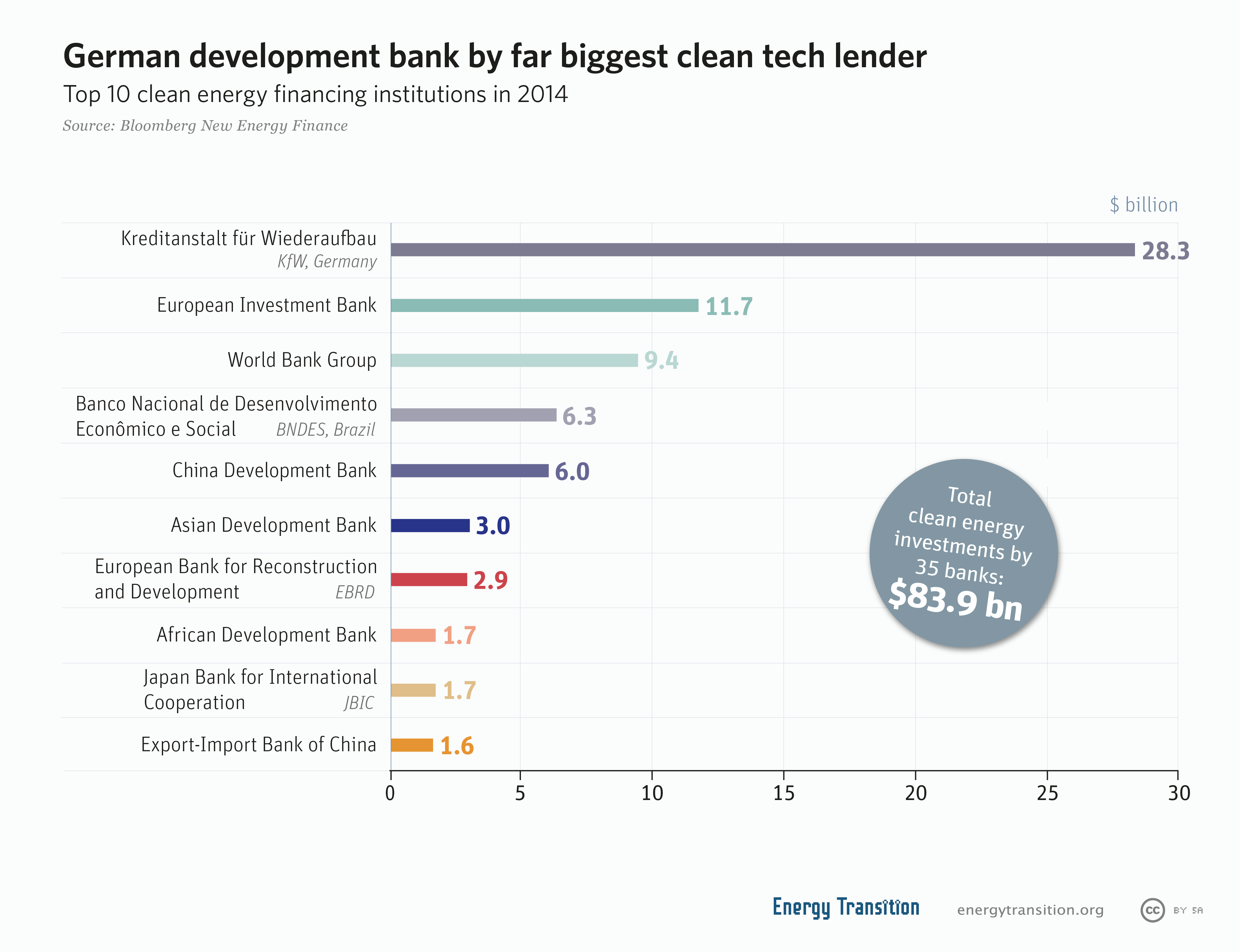
۱۰ موسسه برتر سرمایه‌گذاری در حوزه انرژی پاک در سال ۲۰۱۴

مؤسسه مالی توسعه (به انگلیسی: Development finance institution)، یا همچنین به عنوان بانک توسعه یا شرکت مالی توسعه شناخته می‌شود، یک موسسه مالی است که سرمایه‌های خطرپذیر را برای پروژه‌های توسعه اقتصادی به صورت غیر تجاری تأمین می‌کند.
از سال ۲۰۰۵، کل تعهدات (به عنوان وام، حقوق دارندگان سهام، ضمانت‌ها و اوراق بهادار بدهی) عمده موسسه پیشرفت منطقه‌ای، چند جانبه و دو جانبه بالغ بر ۴۵ میلیارد دلار آمریکا می‌رسد. (۲۱٫۳ میلیارد دلار از آن برای حمایت از بخش خصوصی بود)

## دارندگان
این موسسات اغلب توسط دولت‌ها یا سازمان‌های غیرانتفاعی تأسیس و متعلق به آن‌ها می‌شود تا پروژه‌هایی را تأمین مالی کنند که در غیر این صورت امکان دریافت بودجه از وام دهندگان تجاری را ندارند.

## مأموریت‌ها
این نوع از موسسات می‌تواند نقش مهمی در تأمین سرمایه‌گذاری‌های بخش خصوصی و دولتی در کشورهای در حال توسعه، به صورت وام‌های با خطر بالاتر، موقعیت سهام و ضمانت‌ها داشته باشد.
اغلب برای سرمایه‌گذاری‌هایی که موجب توسعه می‌شوند، و کمک به شرکت‌ها برای سرمایه‌گذاری، خصوصاً در کشورهایی که محدودیت‌های مختلفی در بازار دارند، بودجه را به بخش خصوصی می‌دهند.